# Prêmio Kelvin
O Prêmio Kelvin (em inglês:  The Kelvin Medal and Prize) é concedido pelo Instituto de Física. Foi estabelecido em 1994 em memória de William Thomson, mais conhecido como Lorde Kelvin. O prêmio é concedido anualmente em reconhecimento a constribuições de destaque ao entendimento público da física.

## Recipientes
- 1996 Frank Close
- 1997 Brian W Delf
- 1998 Lesley Glasser
- 1999 John Anthony Scott
- 2000 Colin Humphreys
- 2001 Paul Davies
- 2002 Peter Kalmus
- 2003 Peter Barham
- 2004 Michael Gluyas e Wendy Gluyas
- 2005 Heather Reid
- 2006 Kathy Sykes
- 2007 Charles Jenkins
- 2008 Simon Singh
- 2009 John David Barrow
- 2010 Brian Cox
- 2011 Jim Al-Khalili
- 2012 Graham Farmelo
- 2013 Jeff Forshaw